# Cà phê Mırra

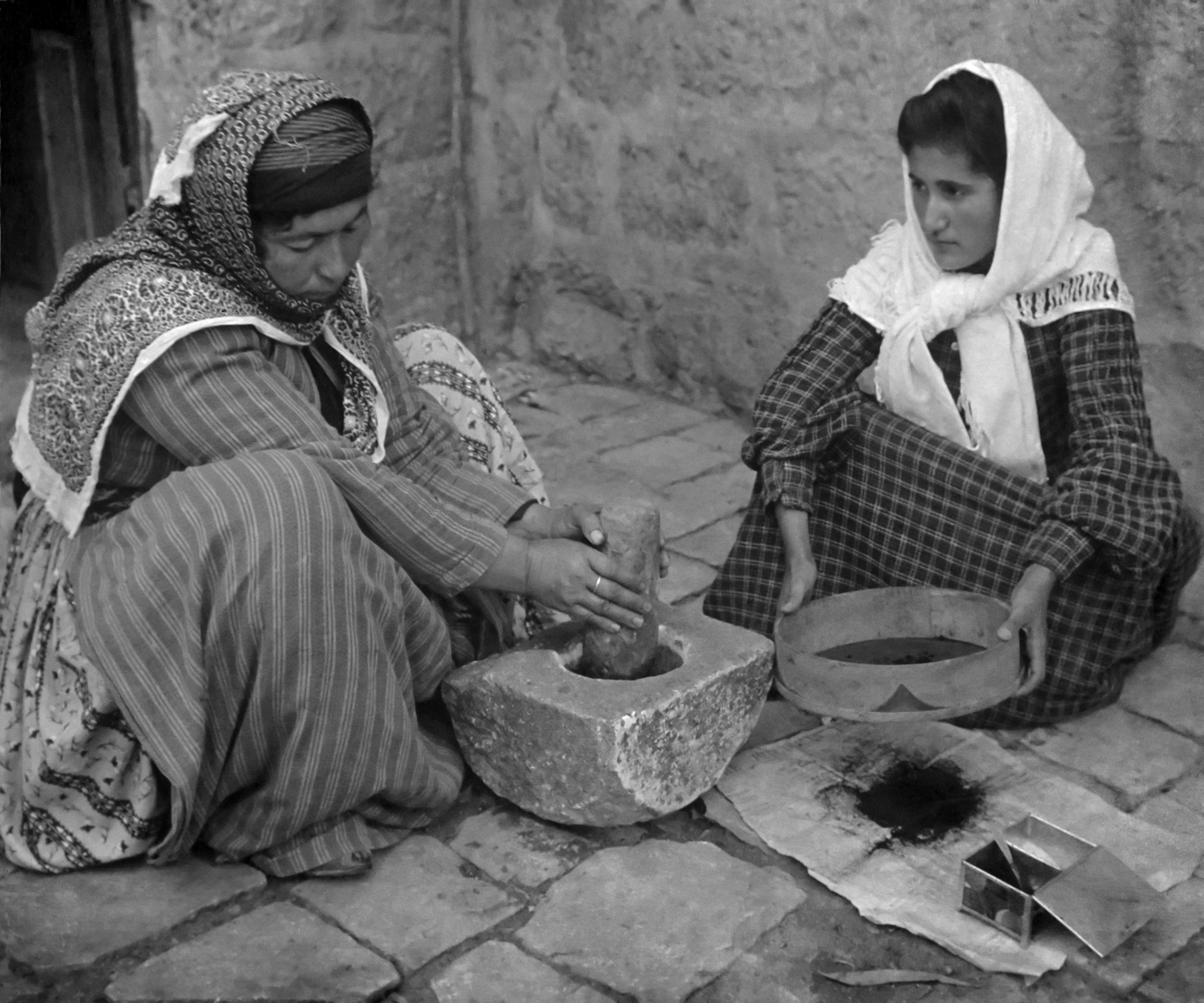
Những người làm cà phê vào năm 1660 (ảnh)

Mırra là tên một loại cà phê truyền thống của các tỉnh Hatay, Adana, Urfa, Mardin của Thổ Nhĩ Kỳ và hai nước thuộc Thế giới Ả Rập là Liban và Syria. Đôi khi, nó được để cập rõ rằng là Cà phê Ả Rập vì cái tên Mırra phát sinh từ từ "mur", vốn mang nghĩa là "đắng" trong tiếng Ả Rập. Vì nó có vị rất đắng và đậm, nên nó được dùng với những chiếc cốc rất nhỏ không có tay cầm, kích thước tương tự với cốc Espresso Ý. Loại hạt cà phê dùng là hạt Cà phê chè được rang hai lần nhằm tăng vị đắng. Hạt được xay cho nên không mịn, trái ngược với loại hạt cà phê của Thổ Nhĩ Kỳ vốn thiên về dạng bột. Cà phê được cho vào trong một cái cốc đun miệng nhỏ đáy to gọi là Cezve, cho thêm nước và thường có Bạch đậu khấu đi kèm để tăng hương vị.
Mırra được đun sôi vài lần cho đến khi loại cà phê đậm này hơi đặc lại. Sau đó, nó được uống trong một cốc cezve khác bằng đồng. Người phục vụ nó rót vào chiếc cốc này đến phân nửa thì ngừng lại và đưa cho người khách uống. Uống xong, họ đưa lại chiếc cốc cho người phục vụ để nó được rót vào lượng cà phê như ban nãy rồi truyền qua người khách tiếp theo. Như vậy, chiếc cốc đó xoay vòng giữa những vị khách, mỗi người khi uống xong đều đưa chiếc cốc cho người phục vụ. Nếu không thì theo truyền thống, người khách đó phải cho vàng vào đầy chiếc cốc ấy và cưới người phục vụ đó, hoặc là giúp họ kết hôn, hoặc trả tiền sính lễ cho họ (nếu đó là nữ).